# Afera 100 sekund
Afera 100 sekund – popularne określenie zdarzenia z historii Giełdy Papierów Wartościowych w Warszawie, które miało miejsce 4 lutego 2004 roku.
Zdarzenie nazwano „aferą 100 sekund”, gdyż całe zajście trwało ok. 1,5 minuty i polegało na złożeniu dwóch, następujących po sobie zleceń sprzedaży i kupna kontraktów. Całkowite straty poszkodowanych w zajściu wyniosły 5,4 mln.
O godzinie 15:15 do biura Domu Maklerskiego PKO BP zadzwoniła osoba, która złożyła u maklera zlecenie kupna 4 kontraktów terminowych marcowej serii na WIG20. W trakcie rozmowy makler przerwał ją, prosząc o późniejszy kontakt. Złożył on bowiem nie zlecenie kupna, ale sprzedaży, w dodatku w ilości 4 tysięcy. W efekcie wycena kontraktów na WIG20 spadła o 7%. Makler podjął próbę naprawy pomyłki przez złożenie zlecenia kupna tej samej ilości kontraktów, co spowodowało wzrost jego wyceny o 17%. Kilka minut później wycena wróciła do normalnego poziomu.
Na zdarzeniu Dom Maklerski PKO BP stracił 4 mln zł. Zamawiająca osoba w wyniku zajścia straciła 3,84 mln zł, dom maklerski pokrył tę powstałą w wyniku błędu ich pracownika stratę oraz zapłacił Komisji Papierów Wartościowych i Giełd karę w wysokości 0,4 mln zł. W wyniku dochodzenia ustalono, że na zajściu 2,6 mln zł zarobiła natomiast spółka Cagliari z Brytyjskich Wysp Dziewiczych, której przedstawicielem w Polsce był znajomy maklera. Złożył on w odpowiednim momencie zlecenia kupna, spodziewając się nagłego spadku ich wyceny, a po gwałtownym wzroście natychmiast złożył zlecenie sprzedaży. Ustalono także, że osobą składającą pierwotne zamówienie była kuzynka przedstawiciela spółki Cagliari.
5 lutego 2004 roku do prokuratury trafiło zawiadomienie o podejrzeniu popełnienia przestępstwa, 12 lutego rozpoczęto w tej sprawie dochodzenie, później sformułowano zarzuty wobec dwóch zamieszanych w sprawę mężczyzn i zamrożono konta spółki, ale wobec braku stosownych podstaw prawnych blokadę zdjęto. Akt oskarżenia wpłynął do sądu w 2005 roku, a pierwsza rozprawa odbyła się 18 marca 2011 roku, po odsyłaniu spraw z sądu rejonowego do okręgowego i z powrotem. Przedawnienie sprawy nastąpiło 4 lutego 2024 roku.